# Matrimonio al tango
Matrimonio al tango (Tangled Tangoists) è un cortometraggio muto del 1914 diretto da George D. Baker.

## Produzione
Il film fu prodotto dalla Vitagraph Company of America.

## Distribuzione
Distribuito dalla General Film Company, il film - un cortometraggio in una bobina - uscì nelle sale cinematografiche statunitensi il 24 aprile 1914.